# 편거영
펀거영(片巨影, 본명: 편광우, 본명 한자: 片光祐, 1928년 11월 29일 ~ 2014년 7월 14일)은 대한민국의 군인, 언론인, 기업가, 영화 시나리오 각본가, 소설가, 영화감독, 영화 각색가, 영화 기획가, 사회기관단체인이며 예비역 대한민국 육군 준위이다.

## 소속
- 前 무궁화사랑회 회장

## 생애

### 일생
본명은 편광우(片光祐)이며 본관(관향)은 절강(浙江)이고 호(號)는 면천(沔川)이다. 충청남도 당진군 면천면 문봉리에서 출생한 그는 충청남도 홍성과 충청남도 예산과 충청남도 서산과 충청남도 아산과 충청남도 천안과 충청남도 서천과 전라북도 전주와 전라북도 완주와 전라북도 익산과 충청남도 논산과 충청남도 공주와 충청북도 청주와 충청남도 연기와 충청남도 대전과 충청남도 청양을 전전하며 잠시 유년기를 보낸 적이 있다.
연극배우 겸 영화배우 양일민과는 서울 국학대학교 국어국문학과 입학 동기이기도 한 그는 서울 국학대학교 국어국문학과 학사 학위 직후 1951년 대한민국 육군 준사관에 임관되었다.
이후 그는 아무런 진급 없이 1951년부터 1958년까지 7년간을 대한민국 육군 준위 복무하였으며 1958년 육군 준위 예편하였다.

### 학력
- 1947년 충청남도 공주고등보통학교 졸업
- 1951년 국학대학교 국어국문학과 학사
- 1955년 대한민국 육군통신학교 졸업
- 1955년 대한민국 육군공병학교 졸업
- 1964년 대한민국 국방대학교 행정학사 9기

### 주요 경력
- 1951년 대한민국 육군 준위 임관.
- 1958년 대한민국 육군 준위 예편.
- 1958년 《국도신문》 기자.
- 1959년 《Cinema Pan》 편집장 겸 편집주간.
- 1961년 영화 《비단이 장사 왕 서방》으로 영화 시나리오 각본가 데뷔.
- 1963년 소설가로 첫 입문.
- 1963년 영화 《YMS 504의 수병》으로 영화 각색가 데뷔.
- 1965년 《Cinema Pan》 편집장 겸 편집주간 직위에서 퇴임.
- 1965년 영화 《특전대》로 영화감독 데뷔.
- 1970년 영화 《원한의 팔도 사나이》를 감독 및 각본, 이 영화로 영화 기획가 데뷔.
- 1995년 자유민주연합 문화예술행정특임위원.
- 1996년 자유민주연합 문화예술행정특임위원 직위 퇴임.